# Mycopsylla fici
Mycopsylla fici är en insektsart som först beskrevs av Tryon 1895.  Mycopsylla fici ingår i släktet Mycopsylla och familjen Homotomidae. Inga underarter finns listade i Catalogue of Life.